# La mesita del comedor
La mesita del comedor es una película española de thriller de 2022 escrita por Cristina Borobia y Caye Casas, quien también dirige la misma. La película se centra en una pareja, interpretada por David Pareja y Estefanía de los Santos, con un bebé recién nacido, en la que el marido decide comprar una mesita de café a pesar de las protestas de su esposa, decisión que llevó a un trágico desenlace.

## Trama
Jesús (David Pareja) y María (Estefanía de los Santos) han dado recientemente a luz a un bebé llamado Cayetano. Apenas se acaban de mudar a la casa de la abuela fallecida de Jesús, cuando éste decide que para decorar el comedor, quiere comprar una mesita, más por llevarle la contraria a su desafiante esposa que por convencimiento propio. Cuando van a comprarlo, el vendedor del mueble (Eduardo Antuña) le insiste a María con que «el cristal es irrompible».
Ya en casa, Jesús intenta calmar los gritos del recién nacido meciéndolo en sus brazos, cuando tropieza y rompe el cristal de la mesa. En ese momento, él comienza a ver sangre y horrorizado, asumiendo que Cayetano ha muerto y encima ha sido decapitado por el vidrio de la mesita del comedor. Ante esto, Jesús no sabe cómo trasladarle la información a su mujer.
Todo empeora cuando la pareja que conforman Carlos (Josep María Riera) y Cristina (Claudia Riera), llegan a la casa para una cena y comunican que están esperando un bebé. Todo llega a un límite incluso peor con la presencia de Ruth (Gala Flores), la joven menor vecina que insiste en que tiene una relación con Jesús. Por último, el perro de los vecinos entra en casa y descubre la cabeza del bebé, haciéndola visible, descubriendo el secreto de la muerte de Cayetano.
Finalmente, parece que, en algún momento dado, Jesús y María deciden suicidarse, tirándose desde el balcón con el cuerpo del bebé, mientras Cristina se mantiene en estado de shock y Carlos solo repite una frase: «La mesita del comedor».

## Reparto
- David Pareja como Jesús
- Estefanía de los Santos como María
- Josep María Riera como Carlos
- Claudia Riera como Cristina
- Eduardo Antuña como Cayetano (Vendedor)
- Gala Flores como Ruth (vecina hija)
- Cristina Dilla como Vecina (madre)
- Itziar Castro como Amiga súper
- Aitana García como Hija amiga súper
- Paco Benjumea como Policía 1
- Claudia Font como Policía 2
- Damiá Fuestagueras como Cayetano el bebé

## Recepción
La película tuvo un pase muy limitado y poco notorio por algunos cines antes de ser añadida al catálogo de películas de las plataformas de streaming Amazon Prime y Apple TV.
El 10 de mayo de 2024, el escritor estadounidense Stephen King, hizo una recomendación de la película a través de una publicación en Twitter, lo que provocó una renovada acogida y fama para la película de terror española que, en aquel momento, no se encontraba en catálogo en España, pues la plataforma de cine en línea Filmin la había adquirido, pero aún no la había estrenado. Finalmente Filmin anunció la inclusión de la película para el viernes 16 de mayo de 2024.
La película fue seleccionada en el Festival de Cine Black Nights de Tallin 2022 donde obtuvo críticas positivas por los críticos. A partir de aquí, ha ganado un sinfín de premios convirtiéndose en la película de género más premiada en todo el mundo durante el año 2023, logrando una cuarentena de premios alrededor de todo el mundo.